# Need for Speed: World
Need for Speed: World (kurz NFSW) war der 15. Teil der von Electronic Arts entwickelten Computerrennspielreihe Need for Speed und erschien am 27. Juli 2010 für Windows. Es war das erste reine Online-Spiel der Reihe, welches auch Rollenspielelemente beinhaltete. Am 14. Juli 2015 wurden die Server für das Spiel abgeschaltet, was gleichzeitig das Ende des Spiels bedeutete.

## Spielprinzip
Need for Speed: World spielte in einer weiträumigen, frei befahrbaren Welt. Diese bestand aus den fiktiven Regionen, in denen die früheren Serienteile Most Wanted und Carbon spielten. Während man sich bei den kürzlich erschienenen NFS-Titeln den legalen Rennen auf abgesperrten Rennstrecken widmete, konnte man sich in diesem Teil unter anderem in Verfolgungsjagden mit der Polizei wiederfinden. Außerdem wurden NFS-typische Elemente wie eine große Auswahl an lizenzierten Wagen und individuellen Tuningmöglichkeiten angeboten. Die eigenen Siege und Niederlagen konnte man auch mit Facebook und Twitter teilen.
Es gab zwei Währungen im Spiel, von der eine für reales Geld erworben werden musste. Mit diesem sogenannten „SpeedBoost“ ließen sich Autos mieten oder permanent erwerben, sowie Powerups beziehen, die einem gewisse Vorteile während der Rennen oder bei Verfolgungsjagden boten. Alternativ hatte man die Möglichkeit, Multiplikatoren für Prestige und Geld zu aktivieren, um schneller im Rang zu steigen oder mehr Einheiten der zweiten Währung (Credits) zu gewinnen, welche man nach den Rennen oder nach einer erfolgreichen Flucht vor der Polizei gewann. Man konnte es zudem für weitere Fahrzeuge, bessere Tuningteile und Reparaturen ausgeben.
Ebenso wie Geld verdiente man Prestige (Erfahrungspunkte), die den Spieler im Rang aufsteigen ließen. Je weiter man im Rang aufstieg, desto mehr Geld und Prestige erhielt der Spieler. Außerdem bekam man in unterschiedlichen Abständen Zugang zu mehr Garagenplätzen und Vinyls, die man zur Verschönerung auf seinem Auto anbringen durfte. Ab Level drei erhielt jeder Spieler einmalig 500 SpeedBoost. Anders als noch zu Beginn des Spiels waren in späteren Versionen bereits ab dem zweiten Level alle Strecken und Events freigeschaltet. Jedoch waren für alle Spieler wöchentlich nur etwa 35 von insgesamt mehr als 100 Events verfügbar (ursprünglich: täglich). Dazu zählten Rundkurs- und Sprintrennen, Drag-Rennen sowie Einzel- und Teamverfolgungen mit der Polizei. Bei diesen Events gewann der Spieler neben Geld und Prestige auch Powerups, Skill Mods, Tuningteile oder Zubehörteile. Mit den sogenannten Skill Mods konnten die Eigenschaften von jedem Wagen in unterschiedlicher Art und Weise verändert werden. Beispielsweise konnte ein Wagen so entweder an ein Sprintrennen (bessere Beschleunigung) oder auf eine Verfolgungsjagd (verbesserte Kollisionsenergie) angepasst werden. Die Skill Mods ersetzten das alte System der Skillpunkte, die pro neuem Level vergeben wurden und für alle Wagen des Spielers Gültigkeit hatten. 1- bis 2-Stern-Tuningteile und Skill Mods waren relativ schwach und häufig und konnten im Shop für normales Spielgeld erworben werden. 3- bis 5-Stern-Tuningteile und Mods waren stärker, dafür aber umso seltener. Sie konnten nur nach dem Ende eines Events durch Zufall gewonnen oder im Shop für echtes Geld erworben werden. Im Schatzjagd-Modus konnte der Spieler täglich 15 zufällig auf der Karte verteilte Edelsteine einsammeln. Wurden alle Edelsteine eingesammelt, erhielt man einen zusätzlichen Schub an Prestige und Geld und eine Belohnung in Form von Tuningteilen oder Skill Mods. Je länger die Serie Tag für Tag fortgesetzt wurde, desto höher fielen infolgedessen die Belohnungen aus. Wurde die Serie für mindestens einen Tag unterbrochen, wurde sie wieder auf den ersten Tag zurückgesetzt. Der Spieler konnte jedoch für einen bestimmten Betrag an SpeedBoost die Serie an dem Punkt wiederaufnehmen, an dem sie unterbrochen wurde. Dank des Erreichens von Errungenschaften war es dem Spieler zudem möglich, nochmals weitere Belohnungen zu erhalten.

### Fahrzeugliste
Need for Speed: World enthielt bis zum Ende die folgenden Wagen:
- 2007er Alfa Romeo 8C Competizione
- 2007er Aston Martin DBS
- 2007er Aston Martin V12 Vantage
- 2011er Audi A1 clubsport quattro
- 2003er Audi A3 3.2 quattro
- 1989er Audi quattro 20V
- 2006er Audi R8 4.2 FSi quattro
- 2008er Audi R8 Coupé 5.2 FSi quattro
- 2012er Audi R8 LMS ultra
- 2006er Audi RS4
- 2009er Audi S5
- 2009er Audi TT RS Coupé
- 2010er Bentley Continental Supersports Convertible
- 2009er Bentley Continental Supersports Coupé
- 2008er BMW 135i Coupé
- 2011er BMW 1M Coupé
- 1973er BMW 3.0 CSL Gr.5
- 1979er BMW M1 Procar
- 2001er BMW M3 GTR (E46)
- 1990er BMW M3 Sport Evolution (E30)
- 2008er BMW M3 (E92)
- 2010er BMW M3 GTS (E92)
- 2010er BMW M6 Coupé
- 2010er BMW M6 Convertible
- 2011er BMW Z4 GT3
- 2008er BMW Z4 M Coupé
- 2005er Bugatti Veyron EB 16.4
- 2009er Cadillac CTS-V
- 2008er Caterham R500 Superlight
- 1967er Chevrolet Camaro SS
- 2013er Chevrolet Camaro ZL1
- 1970er Chevrolet Chevelle SS
- 2008er Chevrolet Cobalt SS
- 1967er Chevrolet Corvette Sting Ray (C2)
- 2006er Chevrolet Corvette Z06
- 2010er Chevrolet Corvette Z06 Carbon Limited Edition
- 2009er Chevrolet Corvette ZR1
- 1970er Chevrolet El Camino SS
- 2007er Chrysler 300C Hemi SRT-8
- 1971er Dodge Challenger R/T
- 2006er Dodge Challenger R/T Concept
- 1969er Dodge Charger R/T
- 2008er Dodge Charger SRT-8 Super Bee
- 2006er Dodge Viper SRT-10
- 2010er Dodge Viper SRT-10 ACR
- 1974er Ford Capri RS3100
- 1998er Ford Crown Victoria Police Interceptor
- 1973er Ford Escort RS1600 (Mk1)
- 1996er Ford Escort RS Cosworth
- 2010er Ford F-150 SVT Raptor
- 2009er Ford Focus RS
- 2006er Ford GT
- 1965er Ford GT40 (Mk.I)
- 1969er Ford Mustang Boss 302
- 2012er Ford Mustang Boss 302
- 2010er Ford Mustang RTR-X
- 2010er Ford Police Interceptor
- 2006er Hummer H1 Alpha
- 2003er Infiniti G35
- 1963er Jaguar E-Type Lightweight
- 2006er Jaguar XKR
- 2011er Jeep Grand Cherokee SRT-8
- 2011er Koenigsegg Agera
- 2006er Koenigsegg CCX
- 2008er Koenigsegg CCXR Edition
- 2011er Lamborghini Aventador LP 700-4
- 1985er Lamborghini Countach 5000 QV
- 1995er Lamborghini Diablo SV
- 2008er Lamborghini Estoque
- 2009er Lamborghini Gallardo LP 550-2 Valentino Balboni
- 2008er Lamborghini Gallardo LP 560-4
- 2008er Lamborghini Gallardo LP 560-4 Spyder
- 2006er Lamborghini Miura Concept
- 1972er Lamborghini Miura P400SV
- 2006er Lamborghini Murciélago LP 640
- 2009er Lamborghini Murciélago LP 650-4 Roadster
- 2009er Lamborghini Murciélago LP 670-4 SV
- 2008er Lamborghini Reventón
- 2011er Lamborghini Sesto Elemento
- 1991er Lancia Delta HF Integrale Evoluzione
- 1998er Lexus IS 300
- 2006er Lexus IS 350
- 2009er Lexus IS F
- 2011er Lexus LFA
- 1963er Lotus Cortina (Mk1)
- 2006er Lotus Elise
- 2006er Lotus Europa S
- 2009er Lotus Evora
- 2010er Lotus Exige Cup 260
- 2010er Marussia B2
- 2007er Mazda Mazdaspeed 3
- 2008er Mazda MX-5
- 1986er Mazda RX-7 (FC)
- 1995er Mazda RX-7 (FD)
- 1998er Mazda RX-7 Type RZ (FD)
- 2006er Mazda RX-8
- 2009er Mazda RX-8
- 1997er McLaren F1
- 2011er McLaren MP4-12C
- 2007er Mercedes-Benz SLR McLaren 722 Edition
- 2009er Mercedes-Benz SLR McLaren Stirling Moss
- 1999er Mitsubishi Eclipse GS-T
- 2006er Mitsubishi Eclipse GT
- 2003er Mitsubishi Lancer Evolution VIII
- 2006er Mitsubishi Lancer Evolution IX MR-Edition
- 2008er Mitsubishi Lancer Evolution X
- 1996er Nissan 200SX (S14)
- 1992er Nissan 240SX (S13)
- 2003er Nissan 350Z (Z33)
- 2009er Nissan 370Z (Z34)
- 2010er Nissan 370Z Roadster Touring (Z34)
- 1971er Nissan Fairlady 240ZG (S30)
- 2008er Nissan GT-R (R35)
- 2009er Nissan GT-R SpecV (R35)
- 2000er Nissan Silvia (S15)
- 1972er Nissan Skyline 2000GT-R (C10)
- 1989er Nissan Skyline GT-R (R32)
- 2003er Nissan Skyline GT-R Nismo Z-tune
- 1999er Nissan Skyline GT-R V-Spec (R34)
- 2009er Pagani Zonda Cinque
- 2005er Pagani Zonda F
- 2006er Pagani Zonda F Roadster
- 1970er Plymouth Barracuda
- 1969er Plymouth Road Runner
- 1978er Pontiac Firebird Formula
- 1965er Pontiac GTO
- 2007er Pontiac Solstice GXP
- 1974er Porsche 911 Carrera RSR 3.0
- 2012er Porsche 911 Carrera S
- 2005er Porsche 911 GT2 (996)
- 2008er Porsche 911 GT2 (997)
- 2010er Porsche 911 GT3 RS
- 2011er Porsche 911 GT3 RS 4.0
- 2006er Porsche 911 Turbo
- 1970er Porsche 914-6 GT
- 1986er Porsche 959
- 2010er Porsche Boxster Spyder
- 2004er Porsche Carrera GT
- 2007er Porsche Cayman S
- 2009er Porsche Panamera Turbo
- 2005er Renault Sport Clio V6
- 2009er Renault Sport Mégane R.S.
- 2005er Scion tC
- 1967er Shelby Cobra 427S/C
- 1965er Shelby Daytona Cobra Coupé
- 2011er Shelby GT500 Super Snake
- 2009er Shelby Terlingua Mustang
- 2006er Subaru Impreza WRX STi (GDB-F)
- 2008er Subaru Impreza WRX STi (GR)
- 1986er Toyota Corolla GT-S (AE86)
- 1992er Toyota MR2
- 1998er Toyota Supra
- 1976er Volkswagen Golf I GTI
- 2005er Volkswagen Golf V R32
- 2008er Volkswagen Scirocco
- 2012er Battlefield Heroes SUV (Royals & Nationals)
- 2012er Speed Rabbit SUV

Folgende Fahrzeuge wurden schon von EA offiziell bekannt gegeben, jedoch aus unbekannten Gründen nie in das Spiel eingesetzt:
- 2009er Aston Martin DBS Volante
- 2012er Dodge Charger SRT
- 2012er Pagani Huayra
- 2011er Porsche 918 RSR Concept
- 2006er Vauxhall Monaro VXR

## Entwicklungsgeschichte
Bis Anfang Juli 2010 fanden regelmäßig Closed-Beta-Phasen statt, um das Spiel gründlich zu testen. Die letzte öffentliche Beta-Phase war vom 2. bis zum 5. Juli 2010. Am 27. Juli des gleichen Jahres wurde das Spiel veröffentlicht. Spieler, die sich das Spiel vorbestellt hatten, konnten es bereits ab dem 20. Juli spielen. Spieler, die sich das Starterpaket vor dem 8. September 2010 gekauft hatten, erhielten in ihrem Profil den Status VIP.
Anfang September 2010 wurde von EA bekanntgegeben, dass für Need for Speed: World neuer Inhalt kommen werde, unter anderem ein weiterer Spielmodus, verfeinerte Tuningmöglichkeiten, ein Tag-Nacht-Zyklus, neue Wagen und die noch abgesperrte Stadt Downtown Rockport.
Seit dem 8. September 2010 war das Spiel Free-to-play. Ab da konnten alle Spieler bis zum höchsten Erfahrungslevel des Spiels spielen. Vorher waren die Möglichkeiten für Spieler, die das Spiel nicht gekauft hatten, stark beschränkt.
Ende Oktober 2010 wurden die neuen Gebiete freigeschaltet und weitere Rennstrecken hinzugefügt.
Mitte November 2010 wurde mit Version 5.0 das Tuning-System generalüberholt. So gibt es keine festen Pakete mit kombinierter optischer und technischer Verbesserung mehr, welche von da an separat eingebaut werden müssen. Dabei können diverse Teile des Fahrzeugs einzeln mit besseren Komponenten ersetzt werden. Gleichzeitig unterliegen diese Teile Verschleiß, der ihre Wirkung mit der Zeit verringert und repariert werden muss. Im Dezember wurde der Nachtmodus ergänzt.
Im März 2011 wurden „Team-Flucht“-Rennen (Team Escape) hinzugefügt, bei denen zwei bis vier Spieler in schlauchförmigen Strecken Polizeisperren ausweichen und verfolgende Polizeifahrzeuge abschütteln müssen. Ende 2011 wurden die in der Welt herumfahrenden Polizeiwagen entfernt und durch explizit auswählbare Verfolgungsjagden ersetzt.
Ende August 2012 wurden die bis dahin bestehenden Fahrzeugstufen 1 bis 3 abgeschafft und durch Klassen ersetzt, die sich dynamisch aus den drei Fahrzeugwerten Höchstgeschwindigkeit, Beschleunigung und Handhabung ergeben. Die ehemals mit zunehmenden Level freischaltbaren Rennen wurden dahingehend verändert, dass nur noch eine geringe Auswahl pro Tag spielbar war, von denen manche auf eine bestimmte Fahrzeugklasse beschränkt waren. Zudem wurde die maximale Spielerzahl eines Rennens von acht auf sechs reduziert.
Anfang April 2013 wurde das Erfolgs-System dem Spiel hinzugefügt. Durch das Sammeln von Driverscore-Punkten, zum Beispiel durch Installieren von Optik- oder auch Tuningteilen, Absolvierung einer gewissen Anzahl von Rennen oder auch durch das Zerstören von Polizeiwagen in „Team-Flucht“-Rennen, schaltet man unter anderem neue Tuningteile, spezielle Wagen und weitere unterschiedliche Belohnungen frei. Bei Erreichen von 5000 Driverscore-Punkten erhält man den von EA als schnellster Wagen in NFS World betitelten 2005er Bugatti Veyron EB 16.4. Es gab 64 Erfolge, weitere wurden angekündigt, aber nicht mehr in das Spiel eingefügt.
Allerdings hat EA am 15. April 2015 angekündigt, den Server für das Spiel am 14. Juli des gleichen Jahres abzustellen und damit das Ende des Spiels festzusetzen.

### Community Events
Es wurden von offizieller Seite regelmäßig Gewinnveranstaltungen durchgeführt. So wurde anlässlich des Oktoberfestes für diesen Zeitraum ein Teil der Spielwelt thematisch umdekoriert, zu Halloween wurde wieder ein Sonderrennen veranstaltet mit übergroßen Kürbissen und Geisterfiguren am Straßenrand. Ähnlich brachte Patch 5.03 einen verschneiten Golfplatz, der mit Sprungschanzen und Schneekanonen bestückt war.

### Rezeption
Need for Speed: World wurde von der Fachpresse nicht besonders gut aufgenommen. Viele Bewertungen in Deutschland bewegten sich bei der Spielspaß-Einschätzung zwischen 50 und 60 Prozent. Der internationale Wertungsschnitt von 62 Prozent (laut Metacritic) spiegelte verhaltene Begeisterung wider. Kritik wurde oft an der leeren Spielwelt und dem unausgereiften Free-to-play-System geübt.

### Need for Speed World: Offline Server
Es war seit dem 26. Juni 2015 möglich, durch ein inoffizielles Offline-Server-Skript das Spiel auch ohne jegliche Verbindung zu einem Master-Server zu spielen. Da alle Daten über den Spieler auf seinem PC liegen, können Elemente wie Geld oder Boni vom Spieler selbst modifiziert werden.